# He-Man i els senyors de l'univers
He-Man i els senyors de l'univers (originalment en anglès, He-Man and the Masters of the Univers) és una sèrie de televisió animada estatunidenca produïda per Filmation basada en les joguines de Mattel Masters of the Univers. Fou estrenada l'any 1983 i finalitzà l'any 1985, constant de dues temporades de 65 episodis cadascuna. Ha estat doblada al català.

## Argument
La sèrie té lloc en el fictíci i màgic planeta d'Eternia. El seu personatge principal és el Príncep Adam, el jove fill dels governants d'Eternia, el Rei Randor i la Reina Marlena. Cada vegada que el príncep Adam té l'Espasa del Poder en alt i proclama: Per el poder de Calaveragrisa! Tinc el poder! aconsegueix poders i es transforma en He-Man, l'home més poderós de l'univers.
Juntament amb els seus companys defensen Eternia de les forces del malvat Skeletor qui preten conquistar el Castell de Calaveragrisa, d'on He-Man extrau el seu poder.
Al final de cada capítol He-Man o algun altre company donaven un consell a l'audiència sobre hàbits saludables o bones pràctiques.

## Personatges
Herois
- Princep Adam / He-man

El príncep Adam és el príncep d'Eternia. Fou escollit per protegir l'Espasa del Poder de les urpes del mal. He-Man és l'home més poderós de l'univers.
Doblat en la versió original per John Erwin i per Jordi Royo en la versió en català.
- Gallinetes / Super gat

Gringer/ Battle cat en la versió original. És un tigre de color verd i el millor amic del príncep Adam. És un dels pocs personatges que sap el secret de He-Man. Es converteix en Super gat, el tigre de combat de He-Man quan aquest li dona el poder de Calaveragrisa.
Doblat en la versió original per Alan Oppenheimer i per Carles Velat en la versió en català.
- Teela

És la filla adoptiva de l'Home d'armes qui la salvà de ser raptada pels esbirros d'Skeketor. El seu veritable pare va morir en una batalla y la seva mare, la Fetillera qui en un capítol li va confessar la veritat però posteriorment li va acabar esborrant el record. És una dona valenta y decidida, Capitana de la Guàrdia Reial d'Eternia. Es va criar juntament amb el príncep Adam.
Doblat en la versió original per Linda Gary i per Glòria Gonzàlez en la versió en català.
- Home d'armes

Man-at-arms en la versió original. De nom Duncan, és l'home lleial i de total confiança de la família reial d'Eternia. Posseeix l'antic coneixement de la forja i de la creació de màquines com els seus antecessors en el càrrec. És el pare adoptiu de Teela, a qui va recollir sent un nadó a petició de la Fetillera, la seva veritable mare.
Doblat en la versió original per Alan Oppenheimer i per Antoni Forteza en la versió en català.
- La Fetillera

Sorceress en la versió original. És la veritable mare de la Teela. Reina i guardiana del Castell de Calaveragrisa. El seu nom real és Teelina. Té la capacitat de transformar-se en un gran falcó taronja anomenat Zoar. Es comunica amb He-Man o amb altres éssers de forma telepàtica.
Doblat en la versió original per Linda Gary i per Rosalia Baños en la versió en català.
- Strats

Stratos en la versió original. És el governant dels homes alats d'Avion.
Doblat en la versió original per Lou Scheimer i per Jordi Vilaseca en la versió en català.
- Home abella

Buz-off en la versió original.
- Ciclo

Sy-Clone en la versió original.
Villans
- Skeletor

És l'antagonista principal. Rival de He-Man. És un humanoide de color blau que vesteix una capa morada sobre el seu crani descarnat.
Doblat en la versió original per Alan Oppenheimer i per Fèlix Benito en la versió en català.
- Home bèstia

Beast man en la versió original. És la mà dreta d'Skeletor. Té l'aparença de simi. Pot controlar a criatures salvatges i posseeix una força sobrehumana.
- Home mar

Mer-man en la versió original.
- Home llauna

Trap jaw en la versió original.
- Home araña

Webstor en la versió original.
- Home cranc

Clawful en la versió original.

## Recepció
He-Man and the Masters of the Universe és considerada la sèrie més exitosa realitzada per Filmation. L'any 2009, IGN la va clasificar amb el número 58 de les millors sèries d'animació de tots els temps en el seu Top 100. No obstant, la sèrie fou criticada per grups de pares com una caricatura dissenyada per a vendre figures d'acció.